# Taylor Swift: The Eras Tour
Pour la tournée de Taylor Swift, voir The Eras Tour.
Pour plus de détails, voir Fiche technique et Distribution.
Taylor Swift: The Eras Tour est un film américain réalisé par Sam Wrench, sorti en 2023.

## Fiche technique
- Titre : Taylor Swift: The Eras Tour
- Réalisation : Sam Wrench
- Photographie : Brett Turnbull
- Montage : Guy Harding, Hamish Lyons, Rupa Rathod, Ben Wainwright-Pearce, Dom Whitworth et Mark Wrench
- Production : Taylor Swift
- Société de production : Silent House et Taylor Swift Productions
- Société de distribution : Pathé Live (France) et AMC Theatres (États-Unis)
- Pays :  États-Unis
- Genre : Film de concert
- Durée : 169 minutes
- Dates de sortie : 
  -  États-Unis : 11 octobre 2023
  -  France : 13 octobre 2023

## Accueil
Le film a reçu un accueil très favorable de la critique. Il obtient un score moyen de 82 % sur Metacritic.

## Box-office
Avec plus de 260 millions de dollars de recettes dans le monde à sa sortie, le film devient le plus gros succès de l'histoire au box-office pour un film de concert.